# Phlomis purpurea
Phlomis purpurea és una espècie d'angiosperma de la família de les lamiàcies, de 0,6 a 1,4 m d'alçada, i endèmica del nord del Marroc i d'Andalusia. Les seves tiges i branques són de secció quadrangular. En són característiques les seves fulles grans, de fins a 10 cm de longitud, cobertes de pèls estrellats, peciolades i oposades. Els pèls de les fulles ajuden a la planta a resistir la calor de l'estiu mediterrani, creant una capa d'aire molt a prop dels estomes que evita la pèrdua d'aigua. Floreix a la primavera i les seves flors són porpres, agrupant-se en falsos verticils de 10-12 flors a la base de les fulles superiors.
És semblant a Phlomis italica, diferenciant-se gràcies al seu hàbit major, les bractèoles obtuses, les tiges curtament tomentoses, el calze amb dents agudes de 3 a 5 mm i la corol·la rosada.
Forma part dels matollars heliòfils i està estesa sobre argiles, margues i guixos. Tot i així, se la pot trobar també al sotabosc de suredes. A Àfrica habita a la Península Tingitana. A Espanya a Andalusia.